# 1 Armia Bułgarska

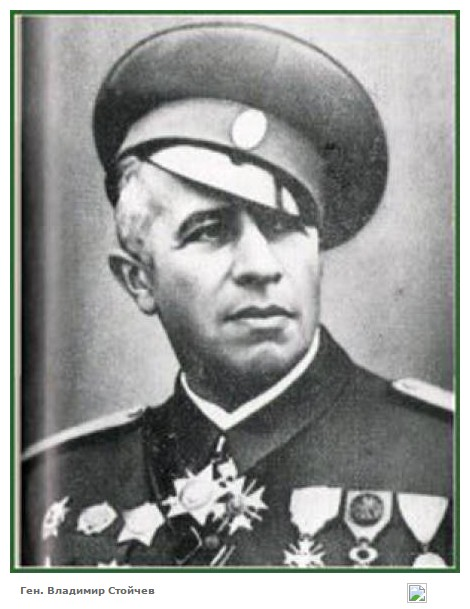
Dowódca armii – gen. W. Stojczew

1 Armia Bułgarska (bułg. Първа Българска Армия) – bułgarski związek taktyczny z okresu walk Bułgarii z wojskami niemieckimi w II wojnie światowej, pierwszy związek taktyczny formowany przez lewicowy rząd Bułgarii.

## Historia
Proces tworzenia armii rozpoczął się zgodnie z poleceniem rządu 21 listopada 1944 roku, w związku z przerzuceniem na północ Jugosławii oddziałów bułgarskich z Macedonii. W skład armii weszły: 3, 8, 10, 11, 12 Dywizja Piechoty oraz 1 Gwardyjska DP, pułk artylerii, pułk saperów i służby. Łącznie liczyła około 100 000 żołnierzy.
Armia została podporządkowana dowództwu radzieckiego 3 Frontu Ukraińskiego i rozpoczęła walki w regionie Sremu. Następnie zajęła pozycje obronne na lewym brzegu Drawy. W marcu 1945 roku wzięła udział w walkach z niemiecką 2 Armią Pancerną, następnie wzięła udział w wyzwalaniu zachodniej części Jugosławii. Szlak bojowy zakończyła na terenie południowej Austrii w maju 1945 roku.
Po zakończeniu II wojny światowej powróciła do Bułgarii, gdzie od 23 czerwca rozpoczęła się jej demobilizacja; w końcu 1945 roku ostatecznie została rozwiązana.

## Obsada personalna
- Dowódca armii – gen. por. Władimir Stojczew (1944 – 1945)